# Angela perpulchra
Angela perpulchra är en bönsyrseart som beskrevs av John Obadiah Westwood 1889. Angela perpulchra ingår i släktet Angela och familjen Mantidae. Inga underarter finns listade i Catalogue of Life.